# ZA-324
La ZA-324 es una carretera de titularidad autonómica de la Junta de Castilla y León (España) que discurre por la provincia de Zamora entre la  N-122  y la frontera portuguesa en la Presa de Miranda.

## Recorrido y características
La vía, que tiene una longitud de 28,885 km, pertenece a la Red Complementaria Preferente de la red autonómica de la Junta de Castilla y León. Empieza en la localidad zamorana de Ricobayo de Alba y termina en Torregamones al llegar a la frontera portuguesa en la Presa de Miranda.
Pasa por las localidades de Ricobayo de Alba, Villalcampo, y Salto de Villalcampo. 